# Trichomyia pedrabranquensis
Trichomyia pedrabranquensis är en tvåvingeart som beskrevs av Freddy Bravo 2001. Trichomyia pedrabranquensis ingår i släktet Trichomyia och familjen fjärilsmyggor. Inga underarter finns listade i Catalogue of Life.